# 녹음기 (윈도우)
녹음기(吟聲錄音機, Sound Recorder, 이전 명칭: 음성 녹음기/Voice Recorder)는 마이크로소프트가 제작한 녹음 소프트웨어이다.

## 기능
녹음기는 마이크나 헤드셋의 오디오를 녹음할 수 있다. 또한 많은 최신 사운드 카드에서는 일반적으로 "Wave-Out Mix" 또는 "Stereo Mix"라고 하는 루프백 채널을 통해 출력 채널을 녹음할 수 있다.
윈도우 비스타 이전까지는 아래의 기능이 제공되었다.
- 녹음된 오디오 파일 재생하기
- 오디오 파일의 비트 전송률, 비트 심도 및 샘플링 속도 변환
- 현재 오디오의 시작, 끝 또는 원하는 위치에 다른 오디오 파일 삽입
- 현재 오디오 클립의 일부 분할
- 25% 단위로 볼륨 증가 또는 감소
- 재생 속도를 100% 단위로 늘리거나 줄이기
- 에코 추가하기(잔향 없이)
- 현재 오디오 클립 반전

그러나 이러한 기능은 윈도우 비스타에서 제거되었거나 다른 응용 프로그램에 의해 대체되었다. 음성 녹음기는 자체 녹음만 재생할 수 있지만 재생 및 트리밍 기능은 음성 녹음기에 다시 나타났다.
녹음기는 명령줄 매개변수를 허용한다. 명령줄의 매개변수를 사용하여 윈도우 스토어 앱을 실행할 수 없기 때문에 이는 윈도우 8에서 제거되었다.